# Я и мафия
«Я и мафия» — кинофильм.

## Сюжет
Находящийся в творческом кризисе писатель Джимми Корона готов пойти на всё ради поиска интересной темы для нового романа. После нескольких неудачных попыток он, по примеру Хемингуэя, решает черпать информацию для сюжета из собственной жизни. Отправившись на поиски приключений Джимми встречает в пабе дядю Тони и попадает в мафию.

## В ролях
- Джеймс Лоринц — Джимми Корона
- Тони Дэрроу — Тони Бандо
- Тед Сорель — Джордж Стеллорис
- Джон Костелло — Билли Борелли
- Винсент Пасторе — Альдо Бадамо
- Фрэнк Джио — Фрэнки Джиачетти
- Ричард Брайт — Бельчер
- Сандра Буллок — Лори
- Марио Кантоне — Рико
- Стив Бушеми